# Wormaldia media
Wormaldia media is een fossiele soort schietmot uit de familie Philopotamidae.